# ノーザン・スター
『ノーザン・スター』（Northern Star）は、メラニー・チズムの1枚目のオリジナル・アルバム。1999年10月15日にヴァージン・レコードから発売された。

## 概要
スパイス・ガールズのメラニー・Cのソロデビューアルバム。主にロック調の曲が多い。イギリスでは90万枚を売り上げた。

## 収録曲
1. "Go!" – 3:39
2. "Northern Star" – 4:41
3. "Goin' Down" – 3:36
4. "I Turn To You" – 5:52
5. "If That Were Me" – 4:33
6. "Never Be the Same Again"（featuring Lisa "Left Eye" Lopes）– 4:54
7. "Why" – 5:30
8. "Suddenly Monday" （月曜日は突然に）– 2:37
9. "Follow Me"
10. "Ga Ga" – 3:52
11. "Be The One" – 3:37
12. "Closer" – 5:45
13. "Feel The Sun" – 5:02
14. "Never Be The Same Again" - (Single Mix) – 4:15
15. "I Turn To You" - (Hex Hector Radio Mix) – 4:12